# Olpidium cruciferarum
Olpidium cruciferarum är en svampart som beskrevs av M.W. Dick 2001. Olpidium cruciferarum ingår i släktet Olpidium och familjen Olpidiaceae.   Inga underarter finns listade i Catalogue of Life.